# Kao Community
Kao Community är en gemenskap i Lesotho.   Den ligger i distriktet Butha-Buthe, i den nordöstra delen av landet, 110 km öster om huvudstaden Maseru.